# La Part de l'ombre (film, 1945)
Pour les articles homonymes, voir La Part de l'ombre.
Pour plus de détails, voir Fiche technique et Distribution.
La Part de l'ombre est un film français réalisé par Jean Delannoy et sorti en 1945.

## Synopsis
Un violoniste donne trois bagues à sa fille. Celle-ci lui promet de ne les remettre qu'à des hommes qu'elle aimera profondément. Un seul homme — assez indigne — en sera le bénéficiaire.

## Fiche technique
- Titre : La Part de l'ombre
- Réalisation : Jean Delannoy
- Scénario : Jean Delannoy et Charles Spaak
- Musique : Georges Auric
- Photographie : Roger Hubert et Christian Matras
- Son : René-Christian Forget
- Musique : Georges Auric, Wolfgang Amadeus Mozart, Ludwig van Beethoven
- Décors : Serge Pimenoff
- Montage : Jean Delannoy
- Effets spéciaux : Nicolas Wilcke
- Producteurs : André Paulvé et Michel Safra
- Société de production : Speva Films
- Distribution : Gaumont Columbia Tristar
- Pays d'origine :  France
- Format : Noir et blanc - 1,37:1 - Mono - 35 mm
- Genre : Drame
- Durée : 86 minutes
- Date de sortie : 
  - France - 7 décembre 1945 - Paris
- Visa d'exploitation : 541 (délivré le 29/11/1945)
- Affiche : René Péron (France)

## Distribution
- Edwige Feuillère : Agnès Noblet
- Jean-Louis Barrault : Michel Kremer
- Jean Wall : Robert Ancelot
- Raphaël Patorni : Pierre Morin
- Line Noro : Mme Berthe
- Hélène Vercors : Fanny
- Yves Deniaud : Auguste
- Jean Yonnel : Jérôme Noblet
- Denise Benoit
- Jacqueline Cadet
- Corinne Calvet
- Mathilde Casadesus
- Françoise Delille : Irène
- Luce Fabiole : la dactylo
- Albert Rémy
- Roger Vincent
- René Worms : François
- Georges Patrix
- Jacques Verrières
- Jean Kolb
- Georges Bever
- André Milon
- Daniel Milon
- Jacques Lambrun
- Catherine Seneur
- Arsenio Freygnac
- Madhyanah Foy